# São Veríssimo de Tamel
São Veríssimo de Tamel es una freguesia portuguesa del concelho de Barcelos, con 3,80 km² de superficie y 3115 habitantes (2001). Densidad de población: 819,7 hab/km².